# Вир (Домжале)
Вир (словен. Vir) је насељено место у општини Домжале, Средњесловенска регија, Словенија.

## Историја
До територијалне реорганизације у Словенији био је у саставу старе општине Домжале.

## Становништво
У попису становништва из 2011. године, Вир је имао 3.415 становника.
| Број становника према пописима | Број становника према пописима | Број становника према пописима |
| ------------------------------ | ------------------------------ | ------------------------------ |
| 1991                           | 2002                           | 2011                           |
| 2.890                          | 3.078                          | 3.415                          |

Напомена: Године 2016. извршена је мања размена територија између насеља Доб и Вир.